# Real (Amarante)
Real era una freguesia portuguesa del municipio de Amarante, distrito de Oporto.

## Historia
A partir del análisis de los yacimientos arqueológicos de Barrio Brasil, y posteriormente a partir de la documentación se ha establecido que el territorio de Real fue habitado desde al menos la Edad del Hierro, como atestigua la presencia de un castro, e inscripciones prerromanas en una estela funeraria conservada en la Iglesia Vieja.
Los diversos objetos hallados en las sucesivas investigaciones se encuentran expuestos en el Centro Cívico Raimundo Magalhães y en el Museo del Instituto de Arqueología de la Facultad de Letras de Coímbra, constituidos por varias piezas de cerámica y monedas de la época de la ocupación romana, situada sobre todo cerca del río Odres, por donde pasaba una calzada romana que comunicaba Braga con Viseu.
Con la extinción, por motivos políticos, del municipio de Santa Cruz de Ribatâmega el 24 de octubre de 1855, la freguesia de Real pasó al municipio de Amarante, no sin que sus habitantes se negaran a participar en diversos actos electorales, como reacción a la disolución de su municipio.
Fue suprimida el 28 de enero  de 2013, en aplicación de una resolución de la Asamblea de la República portuguesa promulgada el 16 de enero de 2013 al unirse con las freguesias de Ataíde y Oliveira, formando la nueva freguesia de Vila Meã.

## Patrimonio
- Casa do Carvalho
- Iglesia Románica
- Capilla de San Brás
- Capilla de San Roque
- Iglesia Matriz